# Cabeza ósea
La cabeza ósea, esqueleto de la cabeza o calavera, es el conjunto de huesos que forman el esqueleto de la cabeza (cráneo y huesos de la cara); y rodean y protegen al encéfalo y los órganos de los sentidos, y contienen al aparato de la masticación. 
Normalmente se encuentran 22 huesos en el esqueleto de la cabeza, en donde solo uno, la mandíbula, es móvil. 
Huesos que lo forman:

### Huesos del cráneo(neurocráneo)
- - Frontal: Es un hueso único, mediano y simétrico que ocupa la parte más anterior del cráneo. Está situado por delante de los parietales, del etmoides y del esfenoides.
  - Temporal: Hueso par, situado en la parte lateral, media e inferior del cráneo, contiene el órgano vestibulococlear.
  - Hueso occipital: Hueso único, mediano y simétrico, que corresponde a la parte posteroinferior del cráneo.
  - Hueso parietal: Hueso par, situado por detrás del frontal, por encima del temporal y por delante del occipital.
  - Hueso etmoides: Hueso único, se halla situado por delante del esfenoides y por detrás de la escotadura etmoidal del hueso frontal. Contribuye a la formación de las cavidades orbitarias y nasales.
  - Hueso esfenoides: Hueso impar, mediano y simétrico, situado como una cuña en la base del cráneo, entre los huesos que lo rodean.

### Huesos de la cara(esplacnocráneo, viscerocráneo o esqueleto facial)
- - Vómer
  - Unguis
  - Cornete nasal inferior
  - Maxilar
  - Mandíbula
  - Cigomático o malar
  - Hueso palatino
  - Huesos propios de la nariz
- Huesos del oído medio
  - Martillo
  - Yunque
  - Estribo

## Simbología

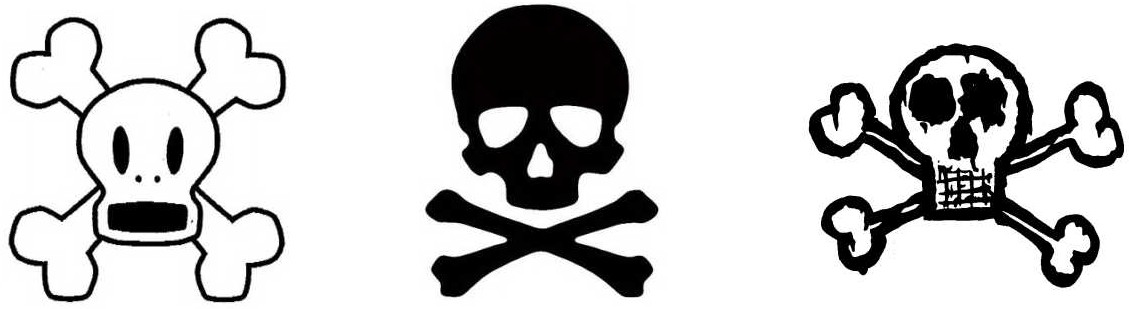
Símbolos con calaveras.

- La calavera suele emplearse como símbolo de la muerte, de peligro o de sustancia tóxica

## Véase también

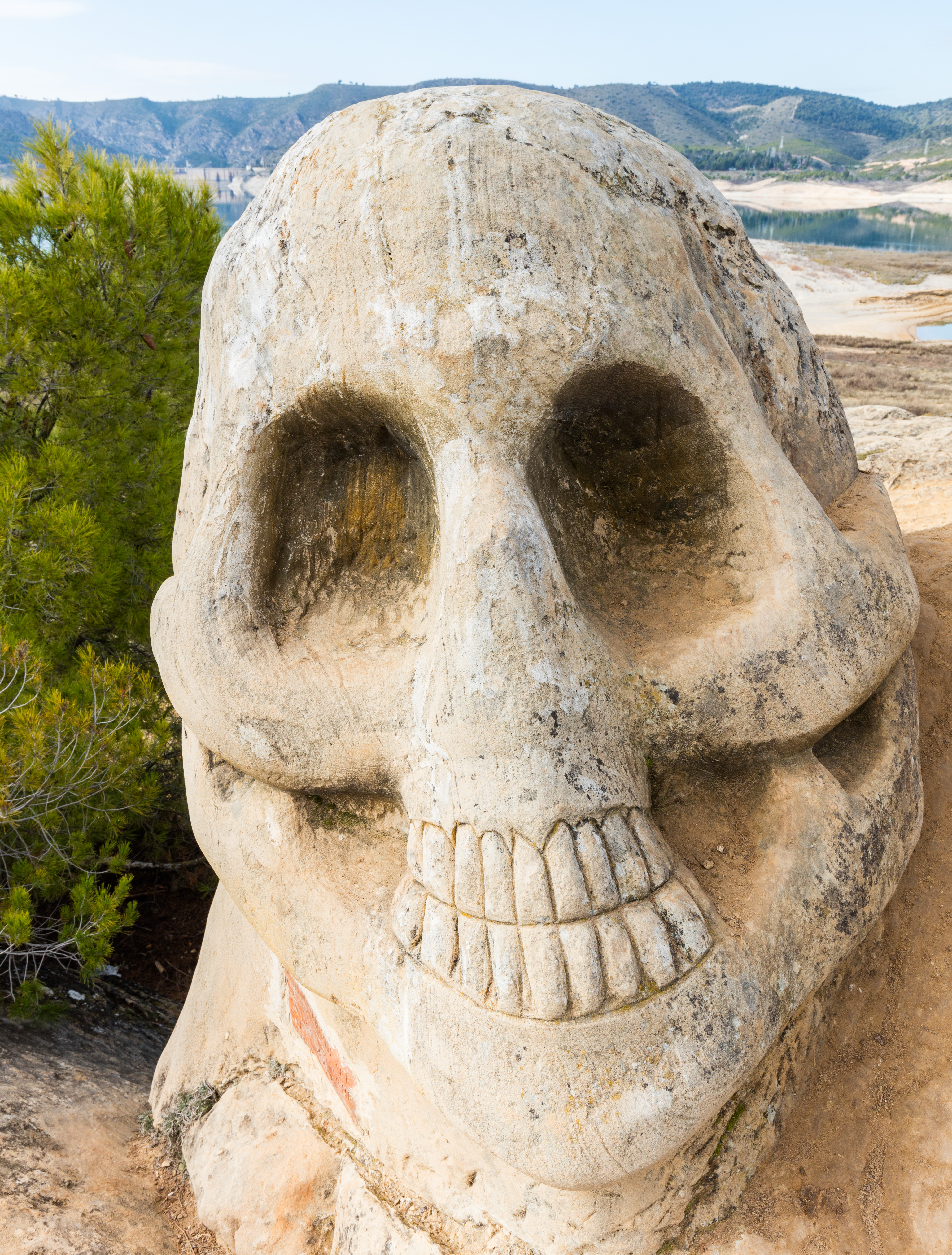
Escultura de una calavera.